# Dolfin Dolfin
Dolfin Dolfin o Delfino Delfín, fue un noble veneciano que sirvió al Imperio bizantino durante la caída de Constantinopla en 1453.

## Origen y carrera
Dolfin Dolfin pertenecía a la poderosa familia Dolfin de Venecia, una de las familias nobles más antiguas y reconocidas de la Serenissima. Desde muy joven siguió el "cursus honorum" de los jóvenes nobles venecianos, entrenándose en el ejército, la flota naval, el derecho y los asuntos de Estado.
Cuando llegó el momento, Dolfin comenzó a servir a la marina veneciana, que tenía la flota más poderosa de su época. Su familia tenía una larga tradición en la marina, alcanzando una notoriedad especial cuando Giovanni Dolfin rompió el asedio húngaro de Treviso para ser coronado dux en 1356. 
En el siglo xv, Venecia controlaba la mayor parte del Mediterráneo y tenía importantes intereses en el Imperio bizantino. Por lo tanto, cuando los otomanos comenzaron su asedio de la capital bizantina, Constantinopla, la marina veneciana se involucró de inmediato en su defensa. Durante el asedio, se ordenó a Dolfin que defendiera la puerta norte de las murallas de la ciudad, que logró con gran éxito. Cuando murió Giacomo Coco, almirante de la flota cristiana mientras intentaba quemar la flota turca, Dolfin se ocupó su cargo. Dolfin Dolfin sobrevivió a la caída de la ciudad.